# عمله سیف
روستای عمله سیف یکی از روستاهای تابعه بخش مرکزی شهرستان شوش از استان خوزستان است. این روستا در دهستان بن معلا واقع شده است.دلیل نامگذاری این روستا به عمله سیف آن بوده که خان این منطقه، سیف الله خان فیلی فرزند علیمردان خان از تبار والیان لرستان بوده است. واژه عمله در فرهنگ لغت به معنای کارگر، مزدبگیر و رعیت می باشد.بر این اساس این منطقه به نام منطقه عمله سیف مشهور شده است.مُلک عمله سیف متعلق به امام قلی خان حاج ایلخانی بختیاری برادر حسین قلی خان بختیاری بوده است. محدوده و مُلک عمله سیف حدود ۴۰۰۰ هکتار بوده که کریمخان فیلی از سپهدار ایلخانی(محمدحسبن خان) فرزند و ورثه امام قلی خان ایلخانی بختیاری خریداری می کند.محدوده عمله سیف از جنوب از  کنار آرامگاه و حرم دانیال پیامبر آغاز و شمال آن تا کمی آنطرف تر از «تل سلیمان»(معروف به تپه تل سلیمو)منتهی میشده است.در غرب آن هم رودخانه شاوور(شاهور) قرار دارد.در شرق عمله سیف هم دهستان حسین آباد واقع شده است. روستای عمله سیف در موقعیت جغرافیایی ممتازی قرار دارد. نزدیکی به رودخانه شاوور،فاصله اندک تا شهر شوش،مجاورت با بزرگراه اصلی، قرار داشتن در میان زمینهای حاصلخیز کشاورزی از ویژگیهای بارز این منطقه است.بافت غالب قومیتی و ترکیب جمعیتی عمله سیف از طوایف لر دیناروند، سگوند، حیوری، رومیانی ، شوهان، کاوند، تشکیل شده که در سال ۱۳۱۱ خورشیدی و همزمان با برنامه رضاشاه برای اسکان عشایر، به صورت دائمی در این روستا ساکن شده اند. در واقع این طوایف هسته اصلی و اولیه جمعیتی و نفوس عمله سیف را به وجود آورده اند.چند خانواده عرب زبان نیز در ترکیب جمعیتی عمله سیف وجود داشته اند.شغل اصلی آنها دامداری و کشاورزی بوده است.با آغاز جنگ ایران و عراق در سال ۱۳۵۹خورشیدی خانواده های زیادی از مناطق موسیان و پتک و از ایل دیناروند به عمله سیف مهاجرت کرده اند. با اینکه تعداد زیادی از این خانواده ها به محل سکونت قبلی خود بازگشته اند اما تعدادی از این  خانواده ها هنوز ساکن این روستا هستند.چندین خانواده عرب زبان غرب کرخه که عمدتاً از طایفه چنانی هستند نیز با جنگ ایران و عراق، در سال ۱۳۶۴ به عمله سیف مهاجرت کرده اند و هم اکنون ساکن آنجا هستند.عمله سیف دارای اولین و قدیمی ترین مدرسه ابتدایی در میان روستاهای شهرستان شوش است که در اوایل سال ۱۳۳۰ تأسیس شده است.عمله سیف دارای یک تیم ورزشی قدیمی به نام «شمشیر» است که با قدمتی پنجاه ساله در منطقه و استان خوش درخشیده است.

## جمعیت
این روستا در دهستان بن معلی قرار دارد و براساس سرشماری مرکز آمار ایران در سال ۱۳۸۵، جمعیت آن ۳٬۵۳۵ نفر (۷۰۷خانوار) بوده‌است.